# Burkhard Steiner
Burkhard Steiner (* 4. Oktober 1958) ist ein ehemaliger deutscher Fußballspieler. Der 178 Zentimeter große Abwehrspieler kam zwischen 1979 und 1991 auf 348 Einsätze in der 2. Fußball-Bundesliga; damit liegt er auf dem 20. Platz der am häufigsten in der 2. Bundesliga eingesetzten Spieler.
Am 21. Februar 1979 debütierte Steiner als Mittelfeldspieler für die SG Wattenscheid 09 in der 2. Bundesliga Nord. Nach sechs Toren in 89 Spielen wechselte er für zwei Jahre zu Hannover 96 (56 Spiele, vier Tore), ehe er zu Wattenscheid zurückkehrte. Nach 95 Spielen und drei Toren in drei weiteren Jahren im Ruhrpott unterschrieb Steiner einen Zwei-Jahres-Vertrag beim 1. FC Saarbrücken; hier bestritt er 58 Zweitligapartien (ein Tor). Zwischen 1989 und 1991 kam Steiner für Rot-Weiss Essen zu einem Tor in 45 Spielen, ehe er am 2. November 1991 sein letztes von fünf Spielen für den FC Carl Zeiss Jena bestritt und danach seine Profikarriere beendete.
Im Juli 1976 schoss Steiner als Spieler der A-Jugend von Rot-Weiss Essen mit einem Standrückzieher das Tor des Monats.
Der gelernte Industriekaufmann besaß während seiner Profikarriere eine Boutique. Heute ist Steiner Besitzer der Römischen Glashütte sowie der Folterkammer aus der Ritterzeit auf der Burg Linz.